# Amt Wittenburg
Im Amt Wittenburg sind die Stadt Wittenburg (Amtssitz) und die Gemeinde Wittendörp zur Erledigung ihrer Verwaltungsgeschäfte zusammengeschlossen. Das Amt liegt im Landkreis Ludwigslust-Parchim in Mecklenburg-Vorpommern (Deutschland) und grenzt an den Landkreis Nordwestmecklenburg. Es entstand am 1. Januar 2004 aus der Fusion der vormals amtsfreien Stadt Wittenburg und dem Amt Wittenburg-Land.
Laut Hauptsatzung § 2 „verzichtet das Amt auf eine eigene Verwaltung. Es nimmt zur Durchführung seiner Aufgaben die Verwaltung der Stadt Wittenburg in Anspruch.“
Bis zum 25. Mai 2014 gehörten auch die Gemeinden Lehsen und Körchow zum Amt Wittenburg und wurden dann nach Wittenburg eingemeindet.

## Die Gemeinden mit ihren Ortsteilen
- Stadt Wittenburg mit Helm, Klein Wolde, Körchow, Lehsen, Perdöhl, Wölzow, Ziggelmark und Zühr
- Wittendörp mit Boddin, Döbbersen, Dodow, Dreilützow, Drönnewitz, Harst, Karft, Luckwitz, Pogreß, Püttelkow, Raguth, Tessin, Waschow und Woez

## Dienstsiegel
Das Amt verfügt über kein amtlich genehmigtes Hoheitszeichen, weder Wappen noch Flagge. Als Dienstsiegel wird das kleine Landessiegel mit dem Wappenbild des Landesteils Mecklenburg geführt. Es zeigt einen hersehenden Stierkopf mit abgerissenem Halsfell und Krone und der Umschrift „AMT WITTENBURG“.

## Belege
1. ↑  Statistisches Amt M-V – Bevölkerungsstand der Kreise, Ämter und Gemeinden 2023 (XLS-Datei) (Amtliche Einwohnerzahlen in Fortschreibung des Zensus 2011) (Hilfe dazu).
2. ↑  Hauptsatzung des Amtes Wittenburg
3. ↑  Statistisches Amt Mecklenburg-Vorpommern: Gebietsänderungen
4. ↑  Hauptsatzung § 1 Abs.4